# Первый рейс к звёздам
«Пе́рвый рейс к звёздам» — советский полнометражный научно-популярный фильм 1961 года производства Центральной студии документальных фильмов совместно с «Моснаучфильмом» о становлении советской космонавтики и первом в мире полёте человека в космическое пространство. Премьера состоялась 7 июля 1961 года в Московском доме кино накануне открытия II Московского международного кинофестиваля.
После смещения Н. С. Хрущёва 14 октября 1964 года фильм в полной версии оказался фактически под запретом. Демонстрировались лишь его фрагменты.

## Сюжет
История полёта 12 апреля 1961 года на орбите вокруг Земли первого в мире пилотируемого космического корабля-спутника «Восток-1» с лётчиком-космонавтом Юрием Гагариным на борту.

## Работа над фильмом
В фильме использованы хроникальные съёмки подготовки первого отряда космонавтов СССР, съёмки на космодроме «Байконур» в дни перед запуском и старт 12 апреля 1961 года. Есть также ряд постановочных сцен, с достоверностью воспроизводящих события тех дней. Так, работа операторов в момент старта в бункере, где размещалось руководство полётом, была снята после выполнения старта ракеты. При этом не удалось избежать некоторых неточностей — например, вместо «стреляющего» Анатолия Кириллова, за перископом был снят его дублёр — заместитель С. П. Королёва по испытаниям Л. А. Воскресенский, который во время запуска находился у второго перископа и команд не отдавал.
Впервые были использованы кадры, снятые в невесомости.
Съёмки осуществлялись отечественными кинокамерами «Родина», «Конвас-автомат» и немецкой «Аскания-Зет».

## Съёмочная группа
Авторы сценария и текста
- Георгий Кублицкий
- Евгений Рябчиков

Режиссёры
- Дмитрий Боголепов
- Илья Копалин
- Григорий Косенко

Операторы
- Юрий Альдохин
- Г. Анисимов
- Всеволод Афанасьев
- В. Батурин
- Игорь Бганцев
- А. Беспалов
- Михаил Бесчетнов
- А. Веселов
- Иван Грачёв
- Галина Захарова
- Игорь Касаткин
- Павел Касаткин
- Даниил Каспий
- Р. Кордюков
- Александр Кочетков
- Сергей Медынский
- Владислав Микоша
- Юрий Монгловский
- Евгений Мухин
- Пётр Опрышко
- Михаил Ошурков
- Махмуд Рафиков
- Владимир Суворов
- Вячеслав Ходяков
- Александр Филиппов
- А. Шишкин
- Борис Щадронов

Композиторы
- Александр Локшин
- Андрей Севастьянов

Звукооператоры
- Валентина Георгиевская
- А. Кулаков
- Виталий Нестеров

Диктор
- Леонид Хмара

Главные консультанты
- генерал-лейтенант авиации Н. Каманин
- доктор медицинских наук, профессор В. Яздовский